# 村田春門
村田 春門（むらた はるかど、1765年3月31日（明和2年2月11日）- 1836年12月31日（天保7年11月24日））は、江戸時代後期に活躍した国学者、歌人である。本姓は宮崎、号は田鶴舎（多豆能屋とも）等。幼名は並樹。

## 経歴・人物
伊勢の白子（現在の三重県鈴鹿市）の生まれ。村田橋彦の養子となり、初め江戸幕府幕臣の小笠原氏に仕えた。後に一柳に改姓し本居宣長の門人となり、大坂に移って家塾を開き、古典や詠歌等を多くの門人に伝授した。
これによって、同郷の板倉茂樹、一見直樹と共に「白子の三樹」と呼ばれ、一躍有名となった。門人の一人に、後に天保の改革を執行した水野忠邦がいる。

## 主な著作物
- 『源氏新抄』
- 『新俳諧文集』
- 『多豆毛衣』